# Чечвинське водосховище
Чечвинське водосховище — водойма на річці Чечва, одне з водосховищ Івано-Франківської області.
Проект водосховища було розроблено в 1963 році ДПІ «Укрводоканалпроект», а будівництво розпочато в 1967 році. Початково водосховище створено для забезпечення водою промислових підприємств міста Калуш, знаходиться на балансі ТОВ «Карпатнафтохім», забезпечує потреби міста в питній та технічній воді. Також вода з Чечвинського водосховища використовується Калуською ТЕЦ для виробництва електроенергії.
На базі водосховища діє Сваричівська міні-ГЕС.
Площа водосховища становить 228 га, повний об'єм водосховища становить 12,1 млн м³, корисний — 7,6 млн м³. Чечвинське водосховище популярне серед рибалок. Тут водяться карась, щука, окунь, короп та плотва.